# De Graaf & Cornelissen Entertainment
De Graaf & Cornelissen Entertainment is een Nederlands theaterproductiebedrijf dat musicals, toneelstukken en muziektheatershows/theaterconcerten produceert voor de Nederlandse theaters. Het bedrijf ontstond in 2001 door een samenwerking tussen acteur en castingdirector Hans Cornelissen en producent en impresario Ruud de Graaf. 

## Geschiedenis
Het bedrijf heette bij aanvang in 2001 Ruud de Graaf theaterproducties B.V. In 2002 werd de naam veranderd in De Graaf en Cornelissen Producties B.V.
Medio 2014 sloot Suzanne van Dommelen-Bruins zich aan bij de directie, naast Cornelissen en De Graaf. Sindsdien is de naam van het productiebedrijf veranderd in DommelGraaf & Cornelissen Entertainment. Medio 2017 vertrok Van Dommelen als algemeen directeur bij het bedrijf. Zij werd zakelijk directeur van TivoliVredenburg in Utrecht. Door dit vertrek kreeg het productiebedrijf wederom een nieuwe naam: De Graaf & Cornelissen Entertainment.

## Musicals
De Graaf & Cornelissen produceert zowel origineel Nederlands product als internationale en nationale klassiekers. 
Voorbeelden van producties die in eigen huis worden gemaakt zijn onder meer: Op hoop van zegen, Volendam de musical, Zangeres Zonder Naam, Liesbeth List de musical, Het meisje met het rode haar en Adèle, Conny, Jasperina, De Grote Drie.
Voorbeelden van internationale en nationale klassiekers zijn onder anderen: Cabaret, Heerlijk duurt het langst, Evita, The Full Monty, De Jantjes en Kinky Boots.
In een interview in 2021 vertelt Hans Cornelissen dat hij het meest trots is op de Kinky Boots. Net als op de producties De Grote Drie en Liesbeth. "Ik ben zo blij dat Liesbeth daar zelf nog getuige van is geweest. De première in Carré was haar laatste grote publieke optreden. Bij het applaus na afloop kreeg ze een minutenlange staande ovatie. Ze was er verschrikkelijk blij mee."
In 2023-2024 brachten ze Les Misérables in verschillende Nederlandse en Vlaamse theaters.

## Toneel
De samenwerking tussen Ruud de Graaf en Hans Cornelissen begon in 2001 met het gezamenlijk uitbrengen van het toneelstuk Dinner Party. Hans Cornelissen speelde zelf een rol in dit stuk, naast Bea Meulman, Kiki Classen, Carol van Herwijnen, Sander de Heer en Metta Gramberg. 
Het seizoen hierna volgde de eerste toneelversie van de populaire televisieserie   Zeg 'ns Aaa. In 2007 kwam een tweede toneelversie van deze serie, ditmaal met als titel Met de assistente van dokter van der Ploeg.
Andere toneeltitels van De Graaf & Cornelissen Entertainment zijn onder andere: Nacht Moeder (met Linda van Dyck en Isa Hoes), Niet voor de poes (met Peter Lusse en Kiki Classen), Duet for One (met Wilbert Gieske en Vera Mann/Pamela Teves), Bessen (met Lucie de Lange, Vastert van Aardenne, Kiki Classen en Kaily van Starrenburg) en de toneelversie van de televisieserie Kinderen geen bezwaar.

## Muziektheater
Het bedrijf maakt ook geregeld muzikale voorstellingen. Voorbeelden zijn de voorstellingen Vive la France en Vive la France 2 (waarin Franse chansons worden gezongen), Bella Italia (waarin het Italiaanse lied centraal staat), List, Shaffy en Piaf (met hits van de in de titel genoemde artiesten) en Nederland Musicalland (met musicalnummers van Nederlandse bodem).